# 비톨트 후레비치
비톨트 후레비치(폴란드어: Witold Hurewicz, 1904~1956)는 폴란드의 수학자이다.

## 생애
1904년 당시 러시아 제국에 속했던 폴란드 우치의 유대인 가정에서 태어났다. 아버지 미에치스와프 후레비치(폴란드어: Mieczysław Hurewicz)는 빌뉴스에서 태어난 공업가였고, 어머니 카타지나 핀켈슈타인(폴란드어: Katarzyna Finkelsztain)은 빌라체르크바에서 태어났다.
1914년에 제1차 세계 대전이 발발하자 후레비치 가족은 모스크바로 피난하였고, 종전 뒤 1919년에 다시 우치로 귀국하였다. 후레비치는 1921년에 김나지움을 졸업하고, 1921년 7월 16일 빈으로 유학하였다.
빈 대학교에서 1926년에 박사 학위를 수여받았다. 1927년~1936년을 암스테르담 대학교에서 보낸 뒤, 1936년에 미국으로 이민하였고, 1939년에 미국 시민권을 취득하였다.
프린스턴 고등연구소에서 일한 뒤, 1939년에 노스캐롤라이나 대학교 채플힐 교수가 되었다. 1945년에 매사추세츠 공과대학교 교수가 되었다.
1956년에 멕시코시티에서 열린 국제 대수적 위상수학 학회에 참석하였다. 이 동안 유카탄주의 고대 마야 문명 도시 우슈말(스페인어: Uxmal)의 피라미드를 등반하다가 추락하여 9월 6일 52세의 나이로 사망하였다.

## 참고 문헌
- Lefschetz, Solomon (1957). “Witold Hurewicz, In memoriam”. 《Bulletin of the American Mathematical Society》 (영어) 63: 77–82. doi:10.1090/s0002-9904-1957-10101-3.